# 공규
공규(公珪, 1501년~?)는 조선의 문신이다. 본관은 김포(金浦), 자는 덕장(德璋), 아버지는 공자유(公子由)이다. 1521년 사마시에 합격해 진사가 되고 별시문과에 병과로 급제해 학유(學諭)에 기용된 뒤, 홍문관저작, 예문관봉교, 정언, 전적을 거쳤다.